# Linea Galla Placidia
La Linea "Galla Placidia" fu un sistema di difesa militare litoraneo predisposto in Italia tra Marche e Romagna dai tedeschi durante la seconda guerra mondiale, ispirato nella denominazione alla figura dell'imperatrice romana Galla Placidia.

## La storia
Il sistema difensivo costituiva il proseguimento sul litorale adriatico della Linea Gotica, denominata in questo settore con il nome in codice "Teodorico": esso nasceva con funzione di difesa antisbarco e si sviluppava dal Monte San Bartolo nelle Marche fino alle spiagge ravennate, toccando le città di Gabicce Mare, Cattolica, Riccione, Rimini, Bellaria, Cesenatico, Cervia, Porto Corsini. Il generale Heinrich von Vietinghoff temeva infatti che le truppe angloamericane durante l'avanzata da sud verso nord lungo la penisola italiana potessero tentare uno sbarco nelle spiagge romagnole.
Il sistema, presidiato dalla Wehrmacht e da nuclei di militi della R.S.I., prevedeva l'ampio utilizzo di aree minate in mare, di profondi sbarramenti anticarro sulle spiagge e di un cospicuo numero di bunker di varie dimensioni armati con mitragliatrici e cannoni di grosso calibro. Al fine di permettere il campo libero per una eventuale difesa in caso di attacco, nel luglio 1944 era stato ordinato lo sfollamento verso i paesi all'interno dei residenti di tutte le città rivierasche; inizialmente era stata ipotizzata anche la distruzione dei villini in affaccio in prima linea su mare, idea poi abbandonata e limitata a pochi episodi.
La Linea Galla Placidia non entrò mai in azione in quanto l'attacco alleato – denominato in codice Operation Olive – per sfondare la Linea Gotica e accedere alla Pianura Padana prese avvio via terra nelle Marche, a partire dall'agosto 1944, mentre sul mare furono attive solamente delle navi cannoniere di supporto all'attacco stesso.
Nel dopoguerra si procedette a un'accurata operazione di smantellamento delle strutture difensive realizzate e allo sminamento del mare; quest'ultimo tuttavia non fu sufficiente a evitare numerosi incidenti mortali occorsi agli sminatori stessi e alla marineria locale; numerosi bunker furono demoliti oppure inglobati nelle nuove costruzioni civili: tutt'oggi solo pochi esemplari sono ancora visibili o visitabili, per lo più nell'area ravennate.